# Mariusz Kwiatkowski
Mariusz Kwiatkowski – polski socjolog, dr hab. nauk humanistycznych, profesor uczelni Instytutu Socjologii Wydziału Pedagogiki, Psychologii i Socjologii Uniwersytetu Zielonogórskiego.

## Życiorys
21 października 1999 obronił pracę doktorską "Człowiek sukcesu ekonomicznego" jako wzór osobowy w okresie transformacji systemowej w Polsce (1989-1993). Studium z socjologii moralności, 26 września 2012 habilitował się na podstawie pracy zatytułowanej Nieprzejrzystość. Bariery merytokracji kadrowej w sektorze publicznym. Został zatrudniony na stanowisku profesora nadzwyczajnego w Instytucie Socjologii na Wydziale Pedagogiki, Socjologii i Nauk o Zdrowiu Uniwersytetu Zielonogórskiego i starszego wykładowcy w Instytucie Humanistycznym Państwowej Wyższej Szkole Zawodowej w Głogowie i prodziekanem na Wydziale Pedagogiki, Psychologii i Socjologii Uniwersytetu Zielonogórskiego.
Jest profesorem uczelni w Instytucie Socjologii na Wydziale Pedagogiki, Psychologii i Socjologii Uniwersytetu Zielonogórskiego.